# Lycée agricole de Luçon-Pétré
Pour les articles homonymes, voir Pétré.
Le lycée de Luçon-Pétré, officiellement désigné en tant qu’établissement public local d’enseignement et de formation professionnelle agricole (abrégé en EPLEFPA) de Luçon-Pétré, est un lycée agricole public situé à Sainte-Gemme-la-Plaine, en Vendée. 
Construit à la fin du XIXe siècle, cet établissement agricole propose plusieurs formations dans les domaines des productions agricoles, horticoles ainsi que dans le domaine du paysage.

## Historique

### Les débuts
Par testament en date du 20 novembre 1879, Laure Laval lègue sa ferme de « Pétré », un domaine de 75 hectares situé au sud de la commune de Sainte-Gemme-la-Plaine, entre Moreilles et Luçon, à la ville de Fontenay-le-Comte. Ce testament laissait à la ville la charge de fonder un établissement destiné à former de futurs ouvriers et domestiques agricoles, et « organisé de telle sorte que les produits de la ferme suffisent à son entretien et à ses élèves ». L’École pratique d’agriculture et de laiterie est ainsi créée en 1887. 
Avec le temps, Pétré devient une école importante dans le paysage agricole en Vendée. Devenant un « modèle » dans le milieu agricole, avec par exemple la mise en valeur d’une ferme laitière, l’école crée aussi de nouvelles techniques tout en  vulgarisant ses propres méthodes de travail. Entre enseignants et agriculteurs, des échanges se tiennent, portant en particulier sur des informations et des conseils auprès de la profession.
Au cours des années 1920, la superficie des champs appartenant à l’école, auparavant à la ferme, ne fait qu’augmenter. Par ailleurs, de nouvelles techniques apparaissent avec la mécanisation : des terres labourées, des prairies naturelles, ainsi que des évolutions dans l’élevage. Avec un élevage de chevaux toujours important, celui-ci connaît un développement en termes de motorisation.
À partir des années 1930, chaque jour, cinq heures d’enseignement théorique sont données contre trois heures en pratique.
En 1931, de nouvelles infrastructures sont construites ; dorénavant, des bâtiments accueillent 50 élèves. Une année préparatoire au concours d’entrée des grandes écoles est ajoutée aux deux années de cours en 1934. Alors qu’1937, le lycée fête ses 50 ans, l’année suivante, l’internat est agrandi 75 lits nouveaux . 
En 1940, des constructions sont faites pour les loisirs (terrain de sports, salle de jeux, bibliothèque et une salle de projection). En 1941 ils ouvrent une nouvelle année préparatoire aux écoles de Douai, Versailles, Tunis et écoles de laiteries. Puis, en 1959 le remembrement de l’exploitation a lieu et les productions agricoles sont réorientées.

### Rénovations du lycée
De 1957 à 1962, l’établissement connaît une nouvelle restructuration. Alors que la ville de Fontenay-le-Comte vend entre 1962 et 1963 à l’État 7,5 hectares de terres et loue le reste au lycée, parallèlement un collège est ouvert à Pétré en 1962.
À partir de 1968, l’horticulture entre dans les formations du lycée, alors qu’il était jusqu’à présent plus orienté vers l’agriculture. Ainsi, en 1977, un brevet de technicien agricole à option spécialisée (BTAO) « horticulture, jardins, espaces verts » est créé. 
De 1976 à 1980 (dates à confirmer) le lycée délivre également un diplôme orienté vers la protection phytosanitaire des cultures : brevet de technicien agricole à option spécialisée (BTAO) « protection des végétaux » demandant aux lycéens de maîtriser entre autres la biologie végétale et animale, la phytopharmacie et l’étude des différents ennemis des cultures (insectes, champignons, virus, mauvaises herbes, etc.) et les moyens à mettre en œuvre pour les combattre.
Depuis 2011, le lycée est entré dans une phase de rénovation : l’internat, qui date des années 1970, devrait être remplacé par un internat plus moderne qui comprendrait entre 216 à 256 places ; une chaufferie à bois pour chauffer l’ensemble de l’établissement ; un nouvel ensemble de serres, déjà terminé ; pour l’externat, des salles de cours et de travaux pratiques, estimées à 10 millions d’euros. En plus du nouvel internat, une résidence étudiante de vingt places serait construite sous forme de « maisonnées ». 
En tant que « lycée de demain », l’internat devrait être équipé de panneaux solaires[Lequel ?], le pôle horticole devrait avoir des toitures et des murs végétalisés avec une récupération des eaux de pluie qui serviront aux serres. Enfin, l’ensemble des chantiers est conçu dans le respect de normes environnementales et dans une volonté de développement durable. 
Le chantier pour l’externat se termine à la fin 2012 alors que l’internat lycéen et la résidence étudiante est rénovés respectivement pour février et avril 2013.
En 2024, un nouveau bâtiment est construit.

### Fréquentation des élèves
| 1934 | 1938 | 1948 | 1959 | 2011     |
| ---- | ---- | ---- | ---- | -------- |
| 47   | 71   | 75   | 84   | 300 env. |

Avec l’agrandissement de l’internat qui augmente la capacité d’accueil de l’école, le nombre d’élèves passe entre 1931 et 1961, à 820 élèves formés.
actuellement la fréquentation de l'internat est de 90% environ

## Les formations actuelles
Pour la classe de 3e, il existe trois types de formations : 
- préparatoire à la voie professionnelle (PVP) ;
- générale ;
- agricole « Luçon-Pétré ».

Après la 3e, le lycée propose différents enseignements : 
- les CAP[6],[3] :
  - le certificat d'aptitude professionnelle agricole (CAPA) «  Palefrenier-soigneur » ;
  - le certificat d'aptitude professionnelle agricole (CAPA) Productions Horticoles
  - le certificat d'aptitude professionnelle (CAP) « Fleuriste ».

- Les parcours professionnels "Bac Pro" (de la 2de à la Tle)[6] :
  - productions animales ; avec possibilité de passer le BEPA "Travaux en Exploitation de Polyculture-Elevage"
  - Grandes Cultures ; avec possibilité de passer le BEPA "Travaux Agricoles et Conduite d'Engins"
  - productions horticoles ; avec possibilité de passer le BEPA "Travaux Horticoles"
  - aménagements paysagers ; avec possibilité de passer le BEPA "Travaux Paysagers"

Après une terminale « Productions animales » ou « Productions végétales », il est possible de se préparer au lycée au brevet de technicien supérieur agricole (BTSA) « Analyse et conduite de systèmes d’exploitation » (ACSE).

## Un lycée «écoresponsable»
Être un lycée « écoresponsable », c’est agir sur le développement durable plus particulièrement dans les domaines de l’énergie, l’alimentation et du champ éducatif. Chaque établissement doit être conforme à une charte soutenue conjointement par l’académie de Nantes, la région Pays de la Loire et le ministère de l’Écologie, du Développement durable et de l’Énergie. Dans ce projet d’écoresponsabilité on trouve cinq thématiques, où chaque établissement doit choisir au moins deux de ces thématiques :
- gestion des déchets ;
- pratiques alimentaires ;
- usage des fluides et des consommables ;
- vivre ensemble au sein et hors de l’établissement ;

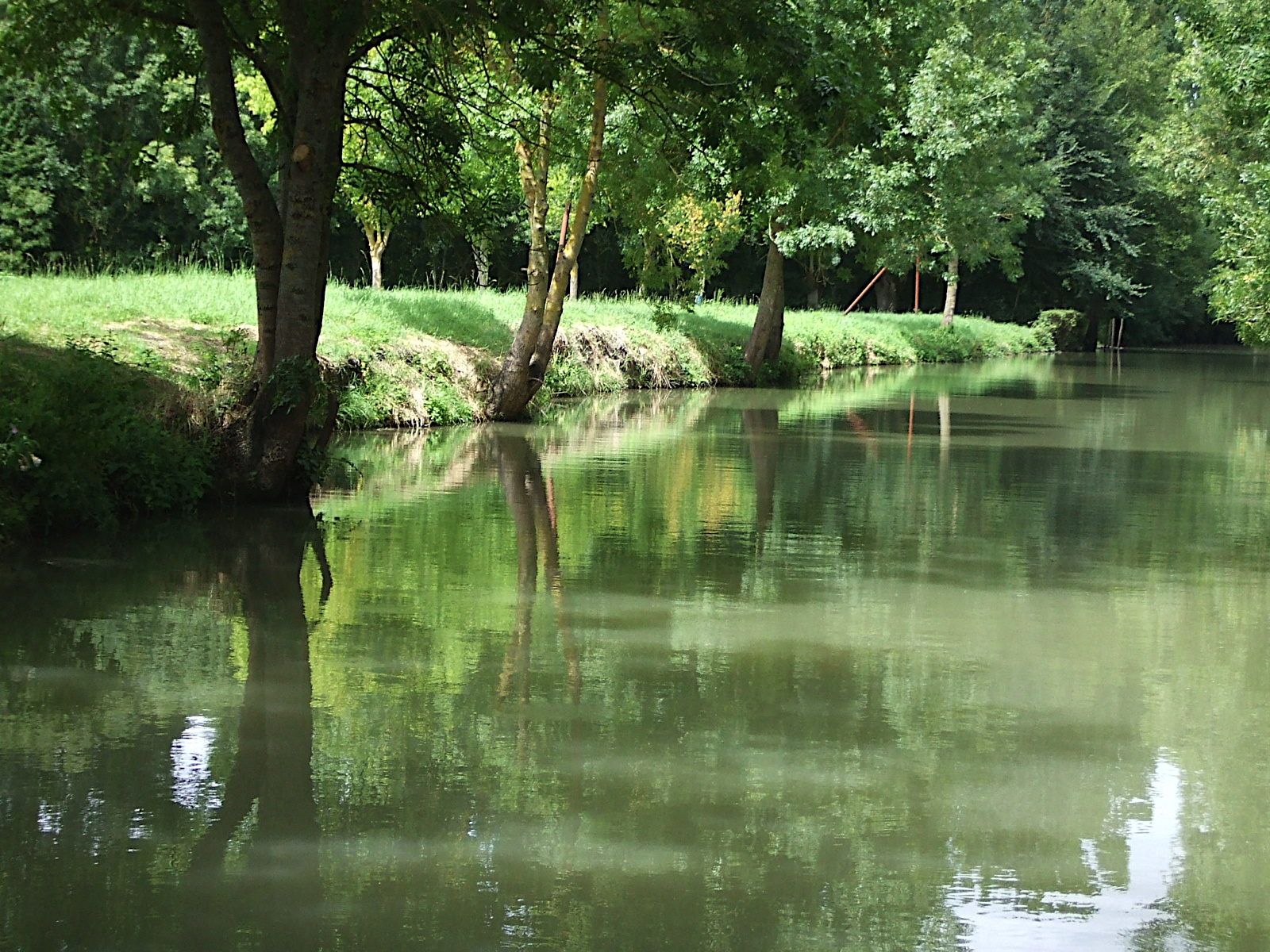
Le marais poitevin.

- dimension internationale ;

## L’exploitation agricole
L’exploitation agricole du lycée Pétré est une exploitation à production variée. Elle produit des fleurs, des fruits, du lait, de la viande et des céréales. Les terres du lycée Pétré sont situées dans le Marais poitevin et s’étendent sur une SAU de 165 hectares qui sont répartis en plaine et marais.
Aussi, un atelier lait de 70 vaches laitières de race prim’holstein, et un troupeau allaitant de 22 vaches, la maraîchine, une race locale surtout développée dans le sud de la Vendée. Le pôle horticole lui est composé de plusieurs serres, avec des productions de plantes ornementales et légumières. Un atelier équin, notamment spécialisé dans les mulassiers poitevins, participe à la sauvegarde des races locales. L’exploitation agricole sert de support pédagogique pour les élèves en formation notamment pour les travaux sur parcelles (préparation de sol, semis, fertilisation, récoltes).

## Galerie

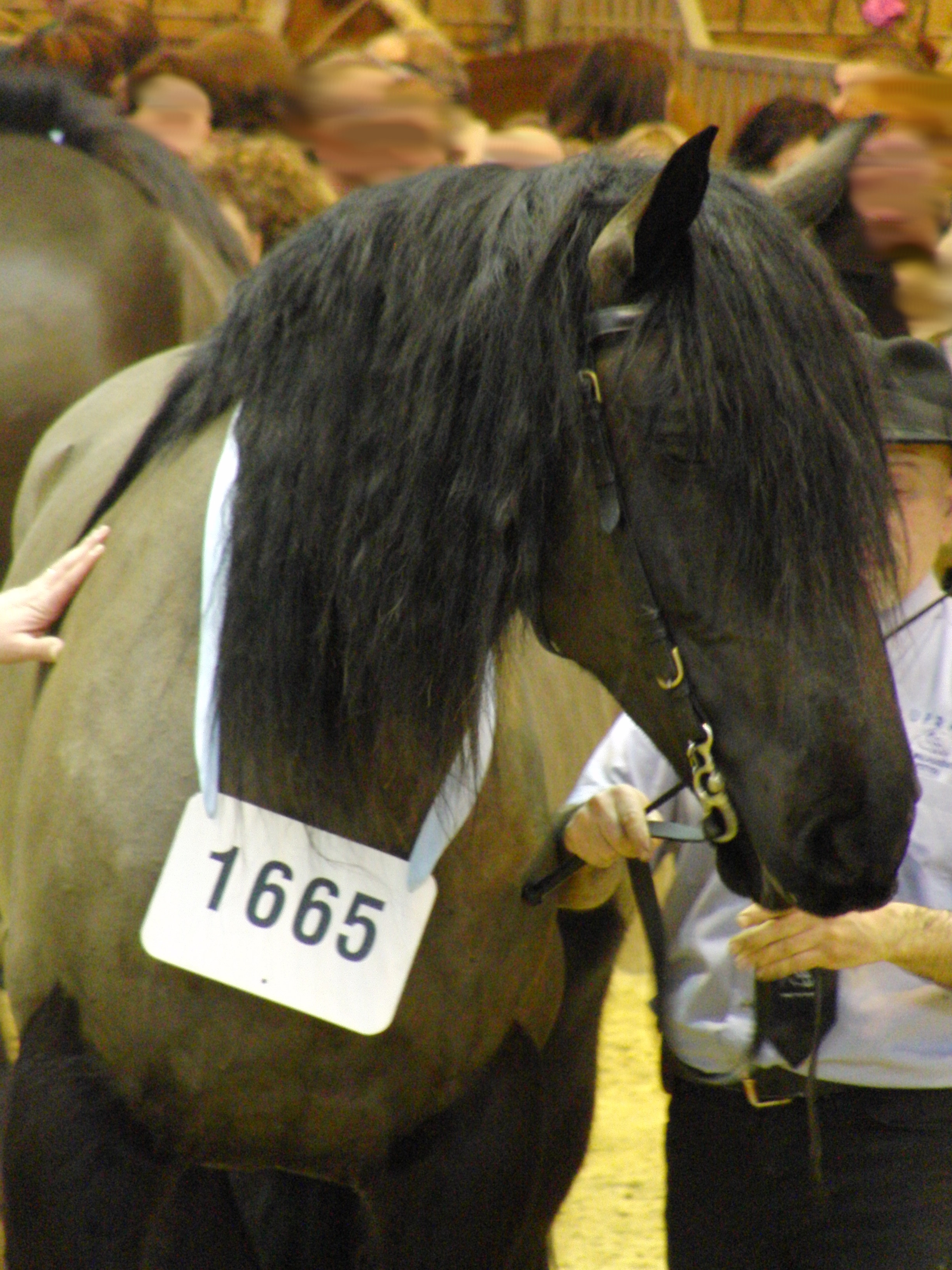
Le mulassier poitevin, un cheval de trait régional menacé d’extinction.
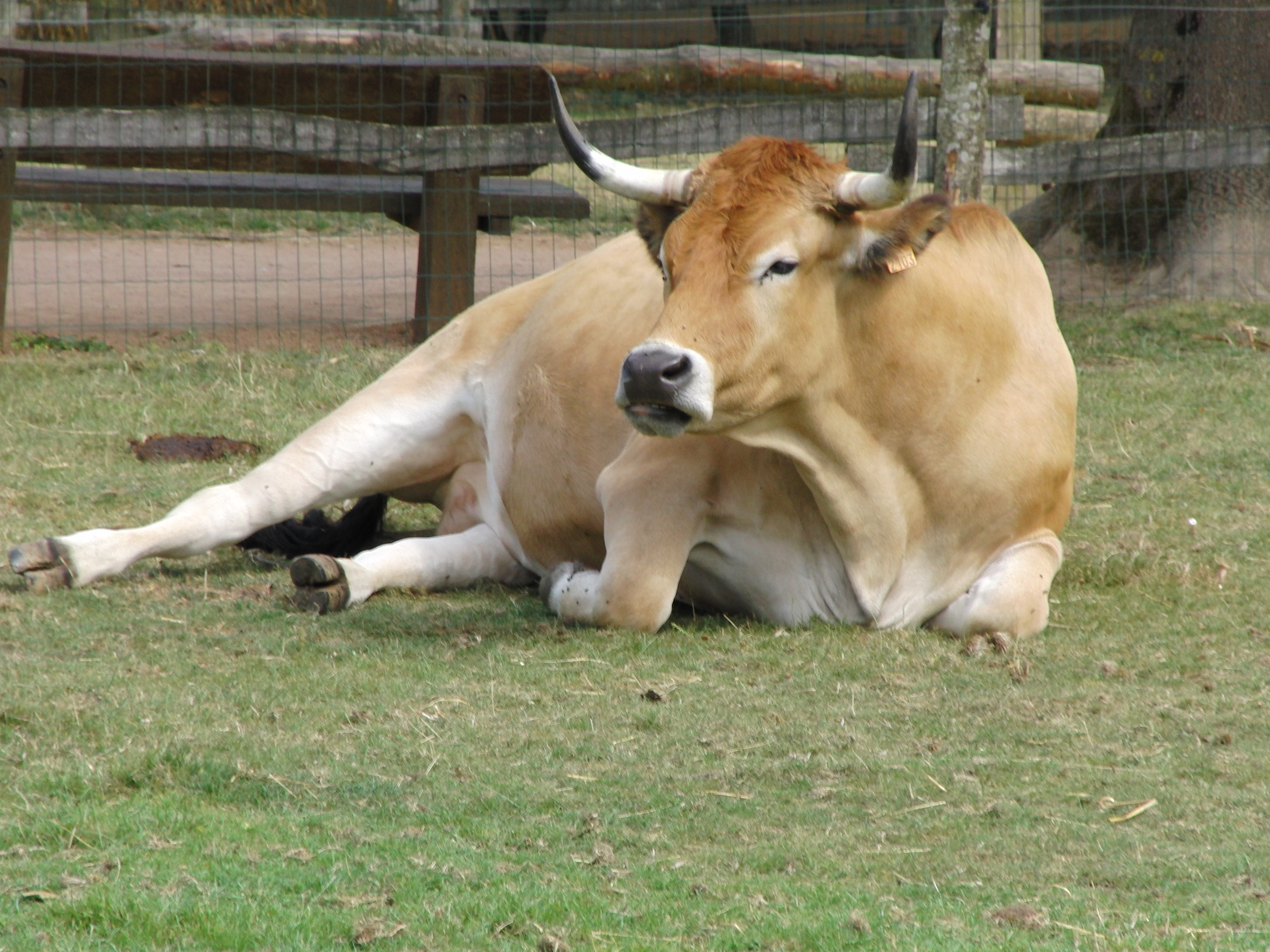
La maraîchine, une race originaire du sud de la Vendée.
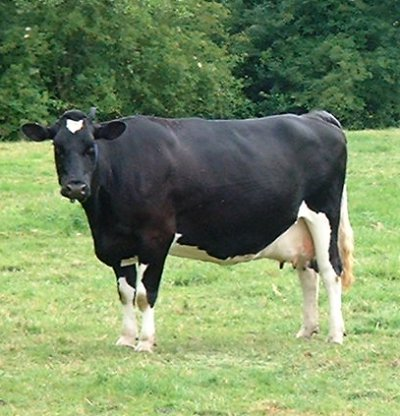
La prim’Holstein, une vache laitière élevée dans le lycée.